# Easy listening
Easy listening (ang. „łatwe słuchanie”) – powstały w połowie XX wieku gatunek muzyczny, wywodzący się z popu, soulu, swingu i jazzu, często zawiera elementy world music. Charakteryzuje się optymistyczną i „chwytliwą” melodią z elementami tanecznymi, a także prostymi tekstami. Gatunkiem, który wyewoluował bezpośrednio z niego jest lounge music.

## Artyści wykonujący easy listening
- Frank Sinatra
- Barbra Streisand
- Perry Como
- Burt Bacharach
- B.J. Thomas
- Lighthouse Family
- Ania Dąbrowska
- Grzegorz Hyży